# Anansi (cantante)
Anansi, pseudonimo di Stefano Bannò (Trento, 14 maggio 1989), è un cantautore, polistrumentista e produttore discografico italiano.

## Biografia
Nell'aprile 2009 esce Still, il primo singolo estratto dal suo album di debutto, dal titolo omonimo. Assieme a Roy Paci & Aretuska partecipa alla creazione dell'album Latinista.

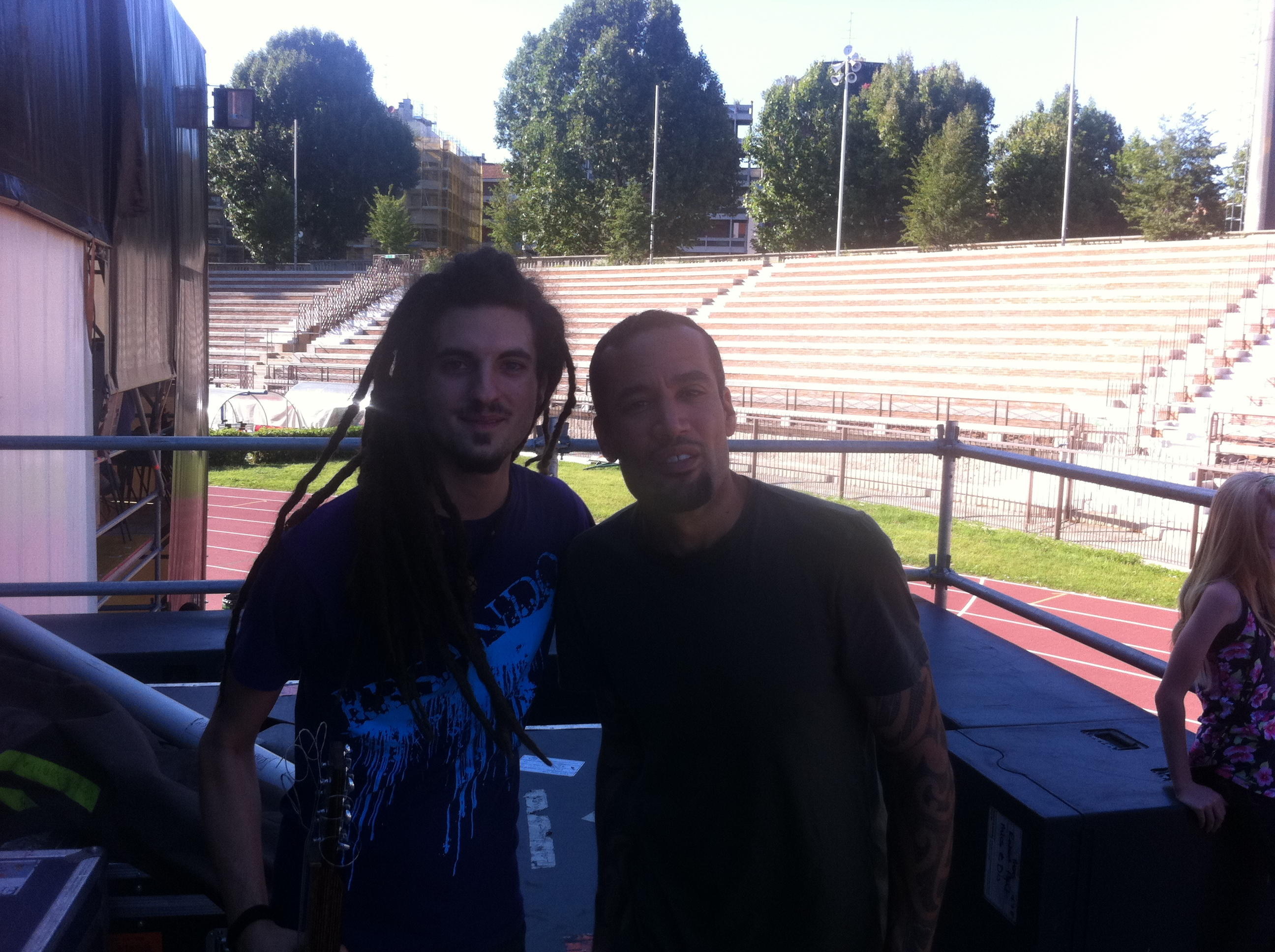
Anansi e Ben Harper all'Arena Civica di Milano

Partecipa al 61º Festival di Sanremo, nella sezioni giovani, con il brano Il sole dentro. Il resto dell'anno 2011 è ricco di diverse collaborazioni fra cui Frankie hi-nrg mc, Bunna degli Africa Unite e i The Bastard Sons of Dioniso.
Nel novembre 2011 partecipa insieme ad altre band trentine a una tournée di 6 date in tre stati del sud del Brasile. Nell'aprile 2012 il brano Never Trust a Woman, scritto, composto e interamente suonato da Anansi, viene inserito all'interno della colonna sonora del film Poker Generation.
L'11 aprile 2014, a più di tre anni dall'uscita di Tornasole, Anansi ha pubblicato il singolo Inshallah, realizzato con la partecipazione del rapper Ghemon, con un videoclip girato in Marocco. Il singolo ha anticipato l'album omonimo, pubblicato il 22 dello stesso mese. L'album è stato concepito, scritto, composto e quasi interamente suonato da Anansi, mentre la supervisione e la co-produzione artistica sono state affidate al direttore d'orchestra Fio Zanotti.
Nel 2015 ha partecipato in qualità di compositore in due brani dell'album Niente che non va dell'artista romano Coez, Still Life e Costole rotte. Nel giugno 2016 esce, accompagnato da un video, il brano Ci stavamo dentro, incluso nella raccolta Undamento 01 pubblicata dall'etichetta milanese Undamento. Nel novembre 2018 esce l'album Playlist di Salmo, in cui è presente un brano di cui Anansi è coautore, Sparare alla Luna.
Ad aprile 2020 annuncia l'uscita dell'EP Volevo fare l'astronauta: parte 1, registrato durante la quarantena dovuta alla pandemia di COVID-19; pubblicato a giugno, il disco si compone di quattro brani, tra cui il singolo Mamma e Anna.

## Discografia

### Da solista

#### Album in studio
- 2009 – Anansi
- 2011 – Tornasole
- 2014 – Inshallah

### EP
- 2020 – Volevo fare l'astronauta: parte 1

#### Singoli
- 2008 – Love Me or Leave Me Alone
- 2009 – Still
- 2010 – Il sole dentro
- 2011 – Parla con me (Love Is Clear)
- 2011 – La realtà (feat. Frankie hi-nrg mc)
- 2014 – Inshallah (feat. Ghemon)
- 2014 – Preferisco il blues
- 2020 – Mamma e Anna

### Con i Roy Paci & Aretuska
- 2010 – Latinista

### Collaborazioni
- 2010 – Roby Arduini & Pagany – Can You Feel It
- 2011 – Rebel Rootz – Fragile
- 2012 – Killacat – Via per sempre
- 2012 – Aggettivo Sette – Fenomenologia della stazione centrale (come Naranzy)
- 2015 – Claver Gold – Sogni
- 2020 – Caterina Cropelli – La tua collezione

## Videografia

### Video musicali
| Anno | Titolo                              | Regista               |
| ---- | ----------------------------------- | --------------------- |
| 2009 | Still                               | Maurizio Ongaro       |
| 2010 | Il sole dentro                      | Matteo Scotton        |
| 2011 | Parla con me (Love Is Clear)        | Matteo Scotton        |
| 2012 | La realtà (feat. Frankie hi-nrg mc) | Alberto Sansone       |
| 2012 | Sunshine of My Day                  | Matteo Scotton        |
| 2014 | Inshallah (feat. Ghemon)            | Matteo Scotton        |
| 2014 | Preferisco il blues                 | Matteo Scotton        |
| 2016 | Ci stavamo dentro                   | Federico Cangianiello |
| 2020 | Mamma e Anna                        | Joe Barba             |